# Горно Свиларе
Горно Свиларе или Горно Свилари (на македонска литературна норма: Горно Свиларе; на албански: Sullara e Epërme) е село в Община Сарай, Северна Македония.

## География
Селото е разположено в западната част на Скопското поле на север от Вардар.

## История
На 2 km западно от селото е античната крепост Кале.
В края на XIX век Горно Свиларе е село в Скопска каза на Османската империя. Според статистиката на Васил Кънчов („Македония. Етнография и статистика“) към 1900 година в Долно Свилари живеят 86 арнаути мохамедани и 60 българи-християни. Според патриаршеския митрополит Фирмилиан в 1902 година в Свиларе има 5 сръбски патриаршистки къщи.
След Междусъюзническата война в 1913 година селото попада в Сърбия.
На етническата си карта от 1927 година Леонард Шулце Йена показва Горно Свилари (Grn. Svilari) като албанско село.
На етническата си карта на Северозападна Македония в 1929 година Афанасий Селишчев отбелязва Горно Свиларе като албанско село.
В годините когато селото е част от България това е гара Даме Груев на построената тогава жп линия към Охрид. тъй като това име е дадено от българските строители днес тя се наича гара Свиларе.
Според преброяването от 2002 година Горно Свиларе има 712 жители – 711 албанци и 1 друг.

## Личности
Родени в Горно Свиларе
- Сулейман Реджепи (р. 1947), ислямски духовник